# المسياب (المحفد)

تعديل مصدري - تعديل

المسياب هي إحدى قرى عزلة المحفد بمديرية المحفد التابعة لمحافظة أبين، بلغ تعداد سكانها 347 نسمة حسب تعداد اليمن لعام 2004.